# Fokker F27 Friendship
Fokker F27 Friendship — нидерландский региональный пассажирский самолёт.
Первый полёт совершил 24 ноября 1955 года. Использовался в качестве регионального самолёта, в основном на авиалиниях малой протяжённости. Самолет F27 имеет герметичный фюзеляж, убирающееся трёхопорное шасси с носовым колесом. Первый самолёт Фоккер F27 Френдшип (Friendship — «Дружба») поступил в эксплуатацию в 1958 году. Серийный выпуск самолётов был завершён в 1986 году с началом производства новой машины Фоккер 50. Всего было произведено около 787 самолётов Фоккер F27 в различных модификациях.

## Эксплуатация
В ноябре 1958 года первый серийный самолёт был поставлен ирландской авиакомпании Aer Lingus. После неё самолёт приобрели Braathens SAFE, Luxair, New Zealand National Airways Corporation, Trans Australia Airlines, Ansett, East-West Airlines и Turkish Airlines.
В 1960 году спрос на Fokker F27 вырос. По сравнению с DC-3, технические возможности F27 позволили ускорить время полёта, повысить комфорт пассажиров и уровень надёжности.

### Гражданские операторы
Самолёт эксплуатировался авиакомпаниями таких странах, как Алжир, Ангола, Аргентина, Австралия, Австрия, Бахрейн, Бангладеш, Боливия, Бразилия, Великобритания, Заир, Канада, Чад, Китай, Куба, Чехия, ДРК, Дания, Египет, Финляндия, Франция, Габон, Германия, Гвинея-Бисау, Гондурас, Венгрия, Исландия, Ирландия, Индия, Индонезия, Италия, Иран, Кот-д’Ивуар, Япония, Иордания, Кения, Латвия, Лесото, Ливия, Люксембург, Малайзия, Мексика, Марокко, Мозамбик, Мьянма, Нидерланды. Новая Зеландия, Никарагуа, Нигерия, Норвегия, Пакистан, Папуа — Новая Гвинея, Перу, Филиппины, Португалия, Пуэрто-Рико, Сомали, ЮАР, Южная Корея, Испания, Шри-Ланка, Судан, Швейцария, Танзания, Турция, Уганда, США, ОАЭ.
По состоянию на июль 2018 года, в эксплуатации в коммерческих авиалиниях остаются 10 самолётов.

### Военные операторы
- ВВС Алжира

- ВВС Анголы
- ВВС Аргентины
- ВВС Боливии
- ВВС Мьянмы

- ВВС Чада
- ВВС Кот-д'Ивуара

- ВВС Финляндии
- ВВС Гватемалы
- ВВС Индонезии
- ВВС Ирана
- ВМФ Ирана
- ВМФ Мексики

- ВВС Пакистана
- ВМС Пакистана
- ВВС Филиппин
- ВМФ Филиппин
- ВМФ Таиланда
- ВМФ США

## Модификации
- F27-100 — это была первая серийная модель.
- F27-200 — версия, оснащённая более мощным двигателем.
- F27-300-Combiplane — грузопассажирская модификация.
- F27-300M Troopship — военно-транспортная версия для Королевских ВВС Нидерландов.
- F27-400 — грузопассажирская модификация с двумя турбовинтовыми двигателями Rolls-Royce Dart 7 и большой грузовой дверью.
- F27-400M — военная модификация для армии США.
- F27-500 — удлинённая версия с увеличенной пассажировместимостью.
- F27-500M — военный вариант самолёта F27-500.
- F27-500F —специальная модификация  F27-500 для Австралии.
- F27-600 — грузопассажирская версия F27-200.
- F27-700  — F27-100 с большой грузовой дверью.
- F27 200-MAR — морская разведывательная модификация.
- F27 Maritime Enforcer — вооружённая морская разведывательная модификация.
- FH-227 — удлинённая версия, производившиеся в США фирмой Fairchild Hiller по лицензии.

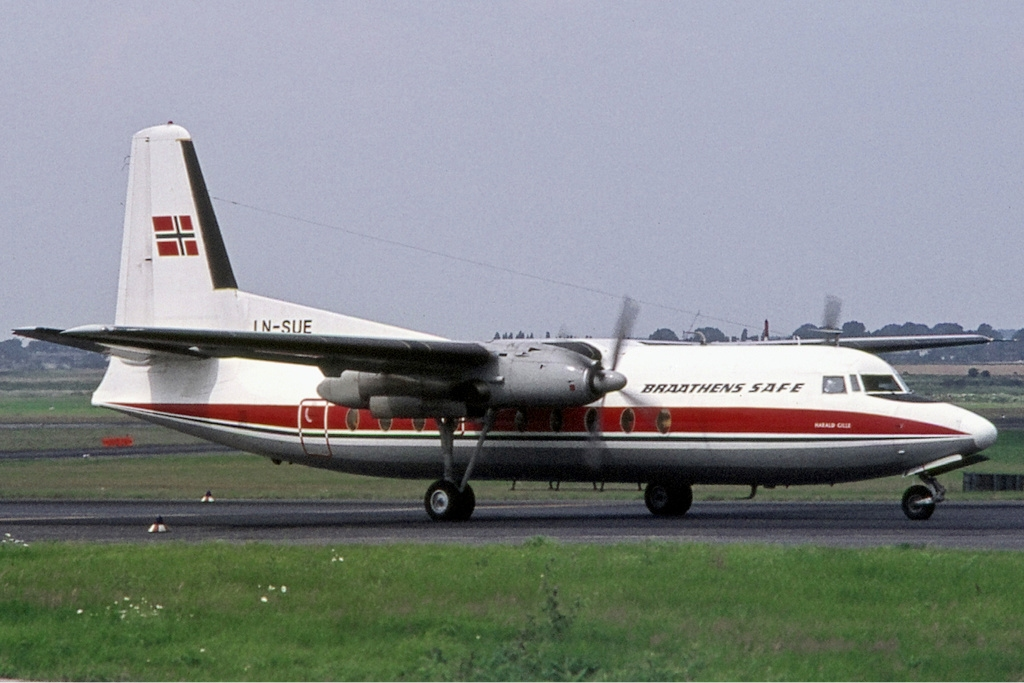
F-27-100 авиационной компании Braathens SAFE. 1974

## Лётно-технические характеристики
Приведённые ниже характеристики соответствуют модификации F27-500:
Технические характеристики
- Экипаж: 2 человека
- Пассажировместимость: 52-56 человека
- Грузоподъёмность: 5 960 кг
- Длина: 25,06 м
- Размах крыла: 29,0 м
- Высота: 8,72 м
- Площадь крыла: 70,07 м²
- Масса пустого: 11 204 кг
- Максимальная взлётная масса: 19 773 кг
- Силовая установка: 2 × ТВД Rolls-Royce Dart Mk.532-7
- Мощность двигателей: 2 × 2 250 л. с. (2 × 1 678 кВт)

Лётные характеристики
- Крейсерская скорость: 518 км/ч
- Практическая дальность: 1 826 км
- Практический потолок: 9 000 м
- Скороподъёмность: 7,37 м/с

## Аварии и катастрофы
По состоянию на 15 марта 2019 года в общей сложности в результате катастроф и серьёзных аварий были потеряны 176 самолётов Fokker F-27 Friendship. Fokker F-27 Friendship пытались угнать 16 раз, при этом погибли 5 человек. Всего в этих происшествиях погибли 1571 человек.

## Fokker F27 Friendship в музеях и на постаментах

#### Австралия
- F27-109 — Южно-Австралийский музей авиации[англ.] в Аделаиде, Южная Австралия[6].
- F27-600QC — Музей авиации Квинсленда в аэропорту Калаундра, штат Квинсленд[7].
- F27-500 — региональный аэропорт Иллаварра, Новый Южный Уэльс[8].

#### Исландия
- F27-200-MAR — Музей авиации Акурейри в аэропорту Акурейри[англ.][9].

#### Нидерланды
- F27-100 — Национальный авиационный тематический парк «Авиодром», аэропорт Лелистада, Нидерланды (2 борта)[10][11].
- F27-500 — логистический парк Фоккер в Уде Меер[12].
- F27-300M — Музей Militaire Luchtvaart[англ.] в Зостерберге, Утрехт[13].

#### Новая Зеландия
- F27-100 — на постаменте в Парке наследия Ферримид[англ.], Крайстчерч[14].
- F27-100 — Национальный музей транспорта и игрушек[англ.], Ванака[15].
- F27-100 — авиационный музее Чатемских островов в Вайтанги, Чатемские острова[16].

#### Норвегия
- F27-100 — Музей Flyhistorisk[англ.] близ Ставангера.

#### Великобритания
- F27-200, F27-500 — Музей авиации города Норвич[англ.]в Хоршем-Сент-Фейте[17].

#### США
- F27-500 — Музей авиации Хикори[англ.] в Хикори, Северная Каролина[18].